# Armeniș
Armeniș is een Roemeense gemeente in het district Caraș-Severin.
Armeniș telt 2514 inwoners.